# Bostons sexdagars
Bostons sexdagars var ett amerikanskt sexdagarslopp i bancykling som avhölls vid sexton tillfällen i Boston. Parloppen föregicks av tre individuella upplagor 1879, samt 1896–1897 (1898 förbjöd de amerikanska myndigheterna tävlingar där en deltagare var aktiv mer än tolv timmar per dygn, vilket ledde till att parlopp infördes i de individuella loppens ställe).

## Podieplaceringar

### Individuella lopp
| År   | Vinnare             |
| 1879 | Charles Terront     |
| 1896 | Robert Walthour Sr. |
| 1897 | Charles Terront     |

### Parlopp
| År                   | Vinnare                           | Tvåa                       | Trea                              |
| 1900/1901 dec./jan.  | Fred Bowler Otto Maya             | Hugh McLean Jimmy Moran    | Harry E. Bleeker? Floyd McFarland |
| 1901/1902 dec./jan.  | Floyd McFarland Otto Maya         | George Leander John Rutz   | Howard Freeman Ben Munroe         |
| 1902/1903- 1906/1907 | ej avhållet                       |                            |                                   |
| 1907/1908 nov.       | Floyd Krebs Hugh McLean           | Joe Fogler Jimmy Moran     | Walter Bardgett Eddy Root         |
| 1908/1909 nov.       | Niels Marius Anderson Iver Lawson | Pat Logan Worth Mitten     | Charles Vanoni Williams           |
| 1909/1910            | ej avhållet                       |                            |                                   |
| 1910/1911 okt./nov.  | Frank Kramer Jimmy Moran          | Alfred Goullet Paddy Hehir | Elmer Collins Joe Fogler          |
| 1911/1912            | ej avhållet                       |                            |                                   |
| 1912/1913 nov.       | Joe Fogler Jimmy Moran            | Eddy Root Paddy Hehir      | John Bedell Ernie Pye             |

| År                   | Vinnare                      | Tvåa                               | Trea                          |
| 1913/1914 nov.       | Joe Fogler Iver Lawson       | Eddy Root Paddy Hehir              | Percy Lawrence Jake Magin     |
| 1914/1915 nov.       | Alfred Goullet Alfred Hill   | Reginald McNamara Jimmy Moran      | Peter Drobach Iver Lawson     |
| 1915/1916 dec.       | Alfred Grenda Alfred Hill    | Reginald McNamara Robert Spears    | Menus Bedell Jake Magin       |
| 1916/1917 nov.       | Alfred Grenda Alfred Goullet | Frank Corry Jake Magin             | Percy Lawrence Lloyd Thomas   |
| 1917/1918– 1925/1926 | ej avhållet                  |                                    |                               |
| 1926/1927 okt.       | Harris Horder Alec McBeath   | Anthony Beckman Robert Walthour Jr | Dave Lands Otto Petri         |
| 1927/1928- 1931/1932 | ej avhållet                  |                                    |                               |
| 1932/1933 apr.       | Dave Lands Norman Hill       | Willie Grimm Edoardo Severgnini    | Franz Duelberg Charles Winter |
| 1933/1934 nov.       | Albert Crossley Norman Hill  | Tino Reboli Bob Walthour           | Dave Lands Charly Ritter      |